# Vochysia

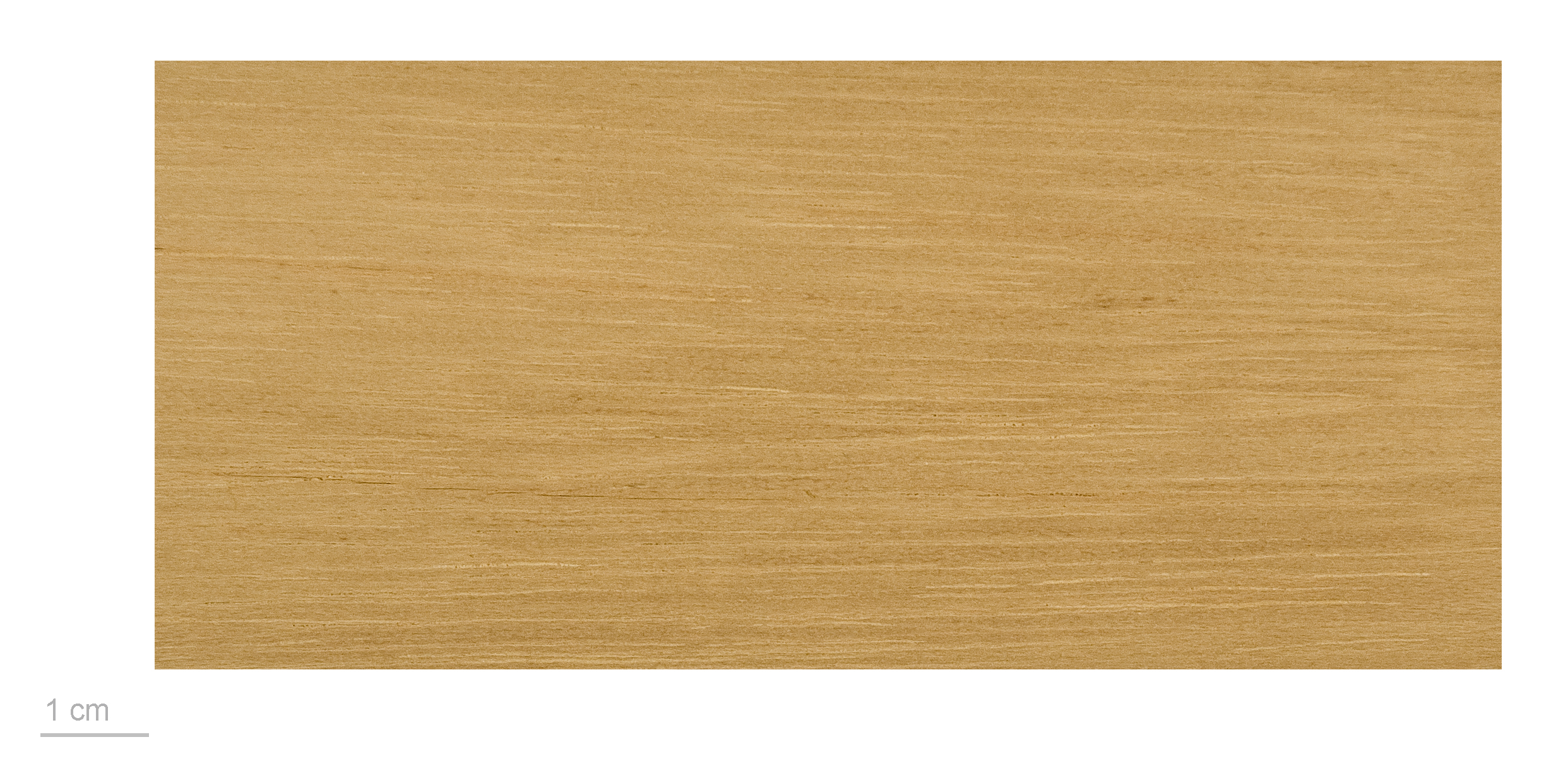
Vochysia tomentosa

Vochysia  es un género de plantas con flor de la familia de las  Vochysiaceae.

## Especies
- Vochysia citrifolia Poir.
- Vochysia densiflora Spruce ex Warm.
- Vochysia divergens Pohl
- Vochysia diversa J.F.Macbr.
- Vochysia ferruginea Mart.
- Vochysia guianensis Aubl.
- Vochysia guatemalensis Donn.Sm. (= V. hondurensis Sprague)
- Vochysia lanceolata Stafleu
- Vochysia leguiana J.F.Macbr.
- Vochysia lehmannii Hieron.
- Vochysia obidensis Ducke
- Vochysia obscura Warm.
- Vochysia pumila Pohl
- Vochysia tetraphylla (G.Mey.) DC.
- Vochysia tucanorum Mart.
- Vochysia venezuelana 	Stafleu

## Fitoquímica
La vochisina es un pirrolidinoflavano aislado de los frutos de Vochysia guianensis